# Metro de Busan
El Metro de Busan (Coreano: 부산 도시철도; Hanja: 釜山都市鐵道; Romanización: Busan dosicheoldo) es un ferrocarril metropolitano que sirve a la ciudad de Busan, en Corea del Sur. Consta de cuatro líneas, las cuales conforman un total de 114 estaciones que abarcan 116,5 kilómetros. Es administrado por una sola empresa, la Corporación de Transportes de Busan.

## Red actual

### Líneas
El Metro de Busan cuenta con seis líneas operacionales:
| Línea | Línea | Terminales                   | Apertura | Longitud          | Estaciones | Tipo              | Operador  |
| ----- | ----- | ---------------------------- | -------- | ----------------- | ---------- | ----------------- | --------- |
|       | 1     | Dadaepo Beach - Nopo         | 1985     | 40,5 km (25,2 mi) | 40         | Metro             | BTC       |
|       | 2     | Jangsan - Yangsan            | 1999     | 45,2 km (28,1 mi) | 43         | Metro             | BTC       |
|       | 3     | Suyeong - Daejeo             | 2005     | 18,1 km (11,2 mi) | 17         | Metro             | BTC       |
|       | 4     | Minam - Anpyeong             | 2011     | 12,7 km (7,9 mi)  | 14         | Metro             | BTC       |
|       |       | Sasang - Universidad de Kaya | 2011     | 23,4 km (14,5 mi) | 21         | Tren ligero       | B&G Metro |
|       |       | Minam - Anpyeong             | 2016     | 65,7 km (40,8 mi) | 23         | Tren de cercanías | Korail    |

## Historia
El metro de Busan comenzó a diseñarse en el año 1979, y su construcción empezó en 1981. En julio de 1985 comenzó a prestar servicios, con el tramo entre las estaciones Nopo-Dong y Beomnaegol de la línea 1. Luego se concretó la extensión desde la estación Beomnaegol a Jungang-dong la cual entró en funciones en mayo de 1987, y una nueva extensión hasta la estación Seodaeshin-dong en 1990, y finalmente otra, a la estación Shinpyeong en 1994.
En 1991 se iniciaron los trabajos para concretar la línea 2, la cual comenzó sus servicios en junio de 1990, entre las estaciones Hopo y Seomyeon. Posteriormente fue extendida desde esta última a la estación Geumnyeonsan; y otra extensión a la estación Gwangan hacia el norte, y hasta Jangsan entre los años 2001 y 2002. 
La construcción de la línea 3 se inició en 1997, y sus diecisiete estaciones finalmente entraron en servicio en noviembre de 2005.
En el año 2011, la línea 4 (un metro ligero) fue inaugurado.

## Estaciones
Línea 1
La línea 1 corre de norte a sur, abarcando 32,5 kilómetros en sus 34 estaciones.
Lista de estaciones:
- Sinpyeong 신평
- Hadan 하단
- Dangni 당리
- Saha 사하
- Goejeong 괴정
- Daeti 대티
- Seodaeshin-dong 서대신동
- Dongdaeshin-dong 동대신동
- Toseong-dong 토성동
- Jagalchi 자갈치
- Nampo-dong 남포동
- Jungang-dong 중앙동
- Estación Busan 부산역
- Choryang-dong 초량동
- Busanjin 부산진
- Jwacheon-dong 좌천동
- Beomil-dong 범일동
- Beomnaegol 범내골
- Seomyeon 서면 Estación de transferencia a línea 2.
- Bujeon-dong 부전동
- Yangjeong 양정
- Municipalidad 시청
- Yeonsan-dong 연산동 Estación de transferencia a línea 3.
- Universidad Nacional de Educación de Busan 교대앞
- Dongnae 동래 Estación de transferencia a línea 4.
- Myeongnyun-dong 명륜동
- Oncheonjang 온천장
- Universidad Nacional Pusan 부산대학앞
- Jangjeon-dong 장전동
- Guseo-dong 구서동
- Dusil 두실
- Namsan-dong 남산동
- Beomeosa 범어사
- Nopo-dong 노포동

Línea 2
Esta línea está trazada de este a oeste, abarcando 39,1 kilómetros en 39 estaciones, las cuales son:
- Jangsan 장산
- Jung-dong 중동
- Haeundae 해운대
- Dongbaek 동백
- Museo de Arte Moderno de Busan 시립미술관
- Centum 센텀시티
- Milak 민락
- Suyeong 수영 水營 Estación de transferencia a línea 3.
- Gwangan 광안
- Geumnyeonsan 금련산
- Namcheon 남천
- Universidad Kyungsung y Universidad Nacional Pukyong 경성대·부경대 ·
- Daeyeon 대연
- Motgol 못골
- Jigegol 지게골
- Munhyeon 문현
- Munjeon 문전
- Jeonpo 전포
- Seomyeon 서면 Estación de transferencia a línea 1.
- Buam 부암
- Gaya 가야
- Universidad Dongeui 동의대
- Gaegeum 개금
- Naengjeong 냉정
- Jurye 주례
- Gamjeona 감전
- Sasang 사상
- Deokpo 덕포
- Modeok 모덕
- Mora 모라
- Gunam 구남
- Gumyeong 구명
- Deokcheon 덕천 Estación de transferencia a línea 3.
- Sujeong 수정
- Hwamyeong 화명
- Yulli 율리
- Dongwon 동원
- Geumgok 금곡
- Hopo

Línea 3
Lista de estaciones:
- Suyeong 수영 Estación de transferencia a línea 2.
- Mangmi 망미
- Baesan 배산
- Mulmangol 물만골
- Yeonsan-dong 연산동 Estación de transferencia a línea 1.
- Geoje 거제
- Complejo de deportes 종합운동장
- Sajik 사직
- Minam 미남 Estación de transferencia a línea 4.
- Mandeok 만덕
- Namsanjeong 남산정
- Sukdeung 숙등
- Deokcheon 덕천
- Gupo 구포
- Oficina Gangseo-gu 강서구청
- Parque de deportes 체육공원

Línea 4
- Minam 미남 Estación de transferencia a línea 3.
- Dongnae 동래 Estación de transferencia a línea 1.
- Suan 수안
- Nakmin 낙민
- Chungnyeolsa 충렬사
- Myeongjang 명장
- Seodong 서동
- Geumsa 금사
- Banyeo Agricultural Market 반여농산물시장
- Seokdae 석대
- Youngsan Univ. 영산대
- Dong-Pusan College 동부산대학
- Gochon 고촌
- Anpyeong 안평

Lista de estaciones: